# Maardu
Maardu este un oraș (linn) în Regiunea Harju, Estonia, situat 15 km de la capitala națională, Tallinn.
1. ↑  Consiliul Funciar Eston, accesat în 11 martie 2018